# Allstar Weekend
Allstar Weekend é uma banda norte-americana  de synthpop e pop rock formada em 2009 em Poway, California. A banda se formou em julho assim que o baterista Michael Martinez fechou contrato com a Hollywood Records. Em novembro do mesmo ano a banda lançou um EP intitulado Suddenly que serviu de base para seu álbum de estréia Suddenly Yours lançado em fevereiro de 2010.Em 2011, a música "Not Your Birthday" fez parte da trilha sonora do filme "A melhor festa do ano"(Prom) produzido pela Disney.

## Formação
Inicialmente o vocalista Zach Porter foi descoberto por um caça talentos, que logo o convidou para uma carreira musical com a Hollywood Records, a gravadora decidiu lançalo como líder de uma banda, ao invés de uma carreira solo, assim os outros tres integrantes foram contratados fechando sua atual e original formação.

## Integrantes
- Zach Porter - vocais
- Michael Martinez - bateria
- Cameron Quiseng - baixo

Nathan Darmody, que tocava guitarra e vocal de apoio, deixou a banda em 2011. Motivos não revelados.

## Discografia
Extended Players
- 2009 - Suddenly
- 2012 - The American Dream

Álbuns de estúdio
- 2010 - Suddenly Yours
- 2011 - All the Way

Singles
- 2010 - "A Different Side of Me"
- 2010 - "Come Down With Love"
- 2010 - "Dance Forever"
- 2011 - "Not Your Birthday"
- 2011 - "The Weekend"
- 2011 - "Not Your Birthday"
- 2011 - "Blame It On September"
- 2011 - "Do It 2 Me"
- 2011 - "James"
- 2012 - "Life As We Know It"